# Bělá, Opava
Bělá là một làng thuộc huyện Opava, vùng Moravskoslezský, Cộng hòa Séc.